# Хуан де Алава
Хуан де Алава (исп. Juan de Álava; 1480, Ларриноа, Алава — 1537, Саламанка) — испанский архитектор, настоящее имя Хуан де Ибарра (Juan de Ibarra), представитель «стиля католических королей» (estilo Reyes Católicos), или исабелино: переходного времени от готики к Ренессансу, один из зачинателей стиля платереско.

## Биография
Хуан де Алaва родился в 1480 году в Ларриноа, местности Сигоития, провинции Алава (на севере Испании в автономии Страна Басков), в семье потомственных каменщиков.
Алава, вероятно, был учеником Хуана Хиля де Онтаньона. Использование гротесков в орнаментике его построек свидетельствует о возможной поездке в Италию в 1502 или 1503 году. В 1515 году вместе с Энрике Эгасом он отвечал за проект Королевской капеллы Севильского собора, хотя капелла была построена только в 1551 году.
В 1517 году Хуан де Алава возглавил строительство главного фасада собора Пласенсии. Он работал в основном в Саламанке, где между 1520 и 1535 годами руководил возведением нового кафедрального собора Саламанки, фасад которого он украсил итальянскими гротесками и другими элементами, явно напоминающими средневековые, такими как статуи святых, расположенные на консолях под готическими балдахинами, и новыми, ренессансными.
Алава также участвовал в оформлении фасада церкви монастыря Сан-Эстебан, университетской капеллы, «Дома Смерти» (Casa de las Muertes), или монастыря Богоматери Победительницы (Nuestra Señora de la Victoria), последний был разрушен французами в начале XIX века во время испанской войны за независимость.
Между 1521 и 1525 годами архитектор выполнял различные работы по заказу архиепископа Фонсека в Сантьяго-де-Компостела, в оформлении интерьера собора, Капеллы Реликвий и капеллы Консепсьон, а в Саламанке — Коллегио Майор де Сантьяго-эль-Себедео или Коллегио де Фонсека.
Хуан де Алава считается одним из самых выдающихся представителей испанского стиля платереско, поскольку он более других усвоил декоративную концепцию архитектуры итальянского Возрождения и приспособил её к традициям испанского искусства. Присутствие классических декоративных элементов в его творчестве побудили классифицировать его как «одного из наиболее уважаемых мастеров испанского Возрождения в его первой фазе платереска».

## Галерея

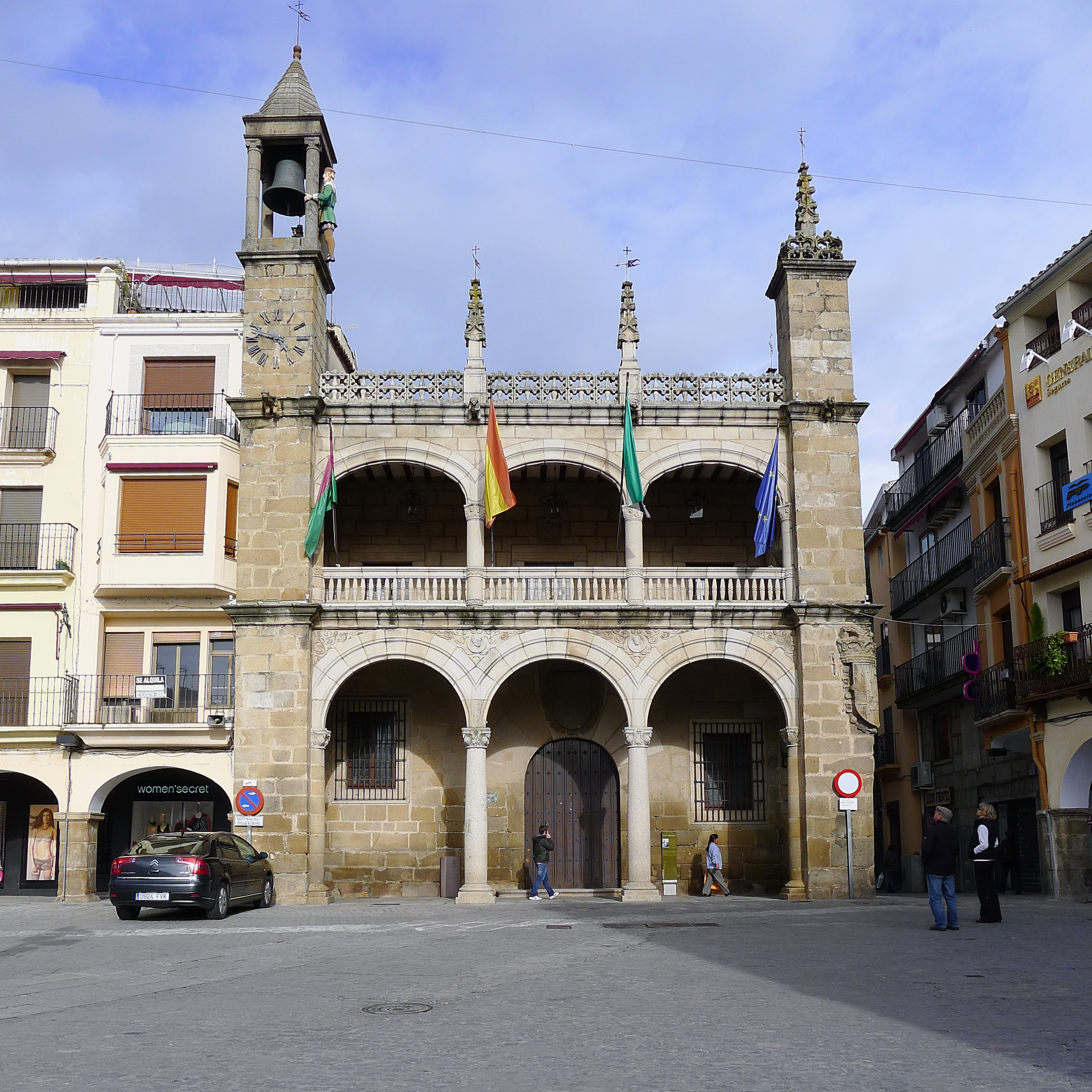
Здание Городского совета Пласенсии. Касерес
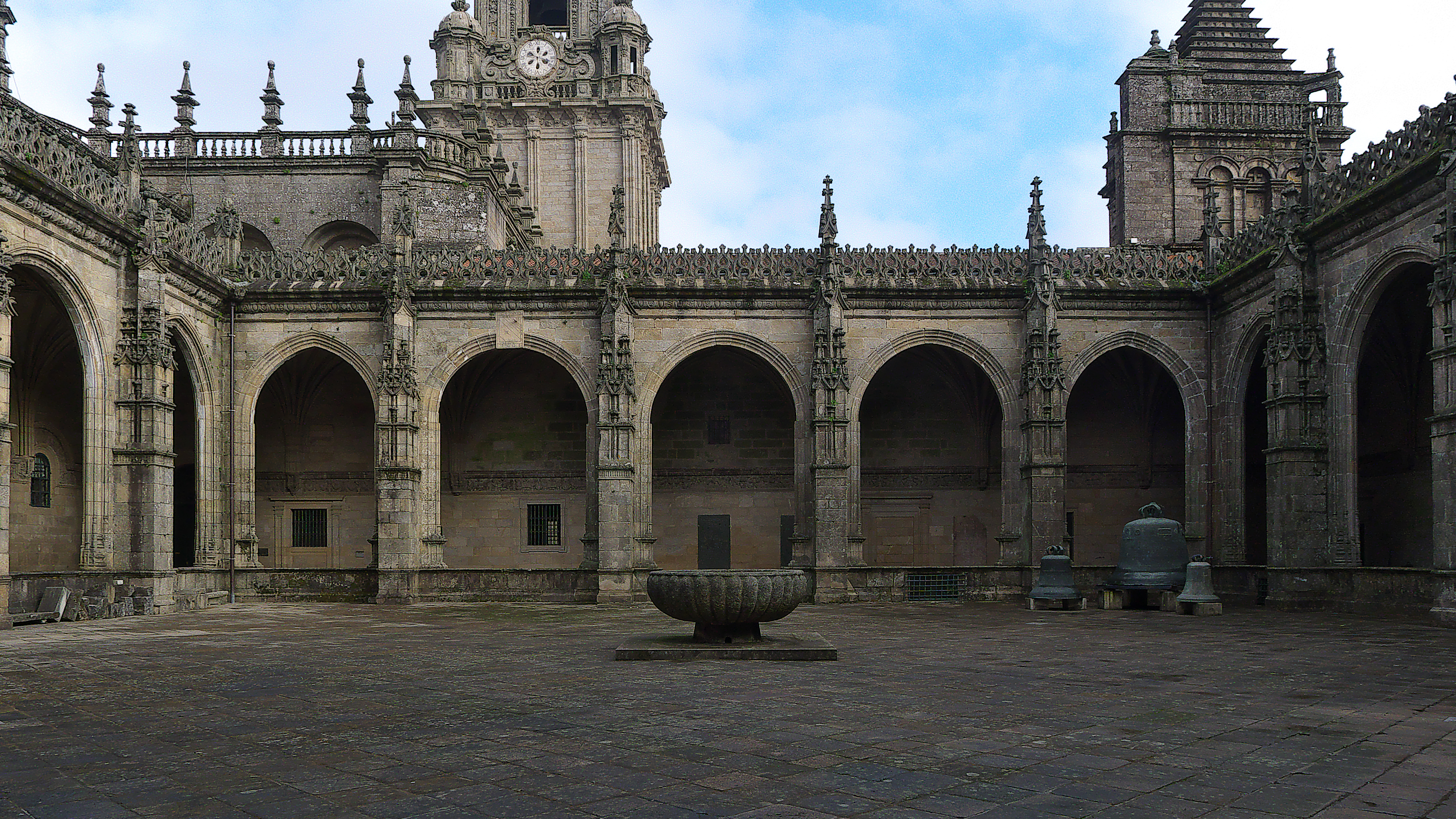
Собор Святого Иакова. Новый клуатр. Сантьяго-де-Компостела
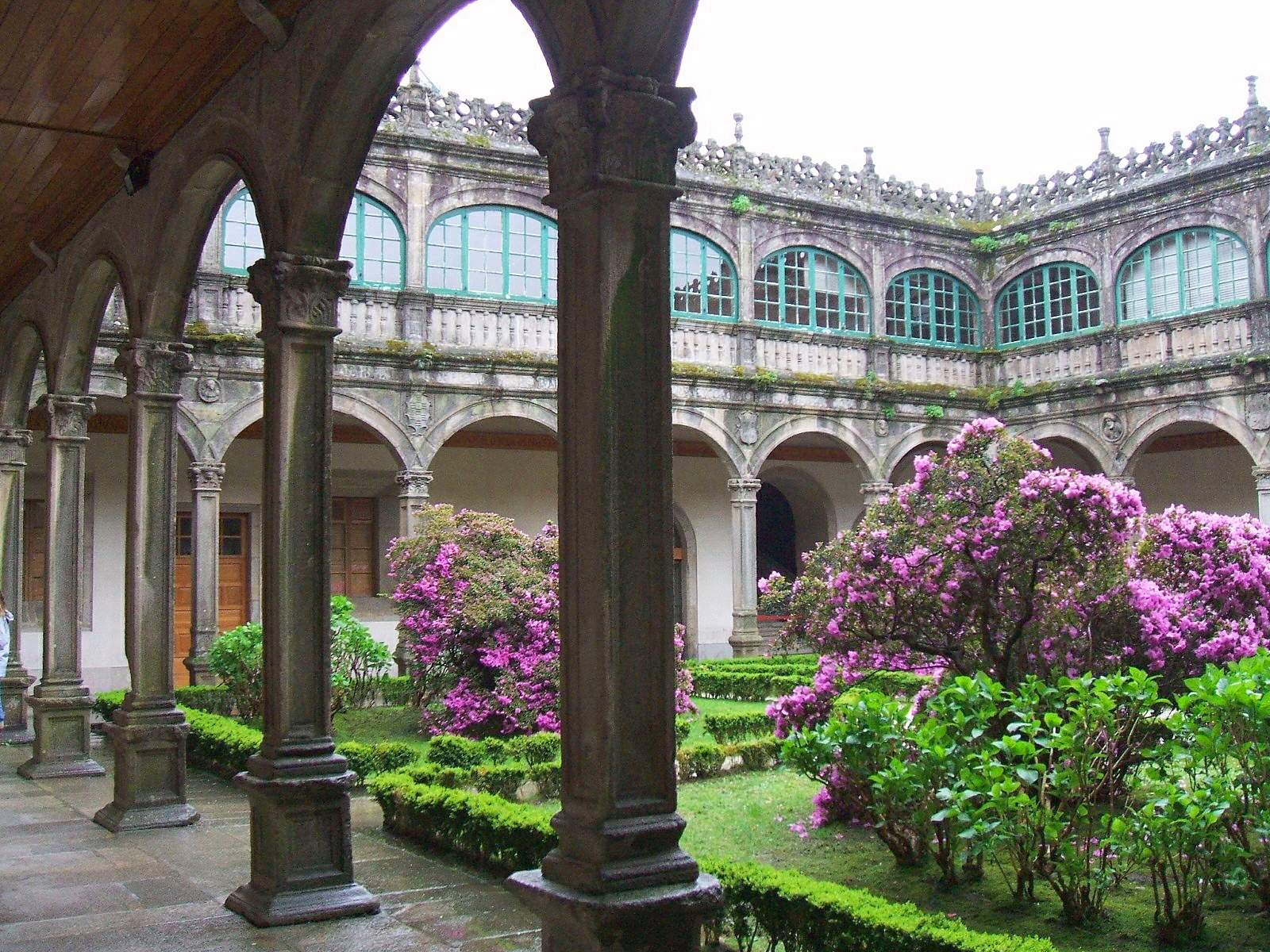
Коллегио Сантьяго-Альфео Университета Сантьяго-де-Компостела
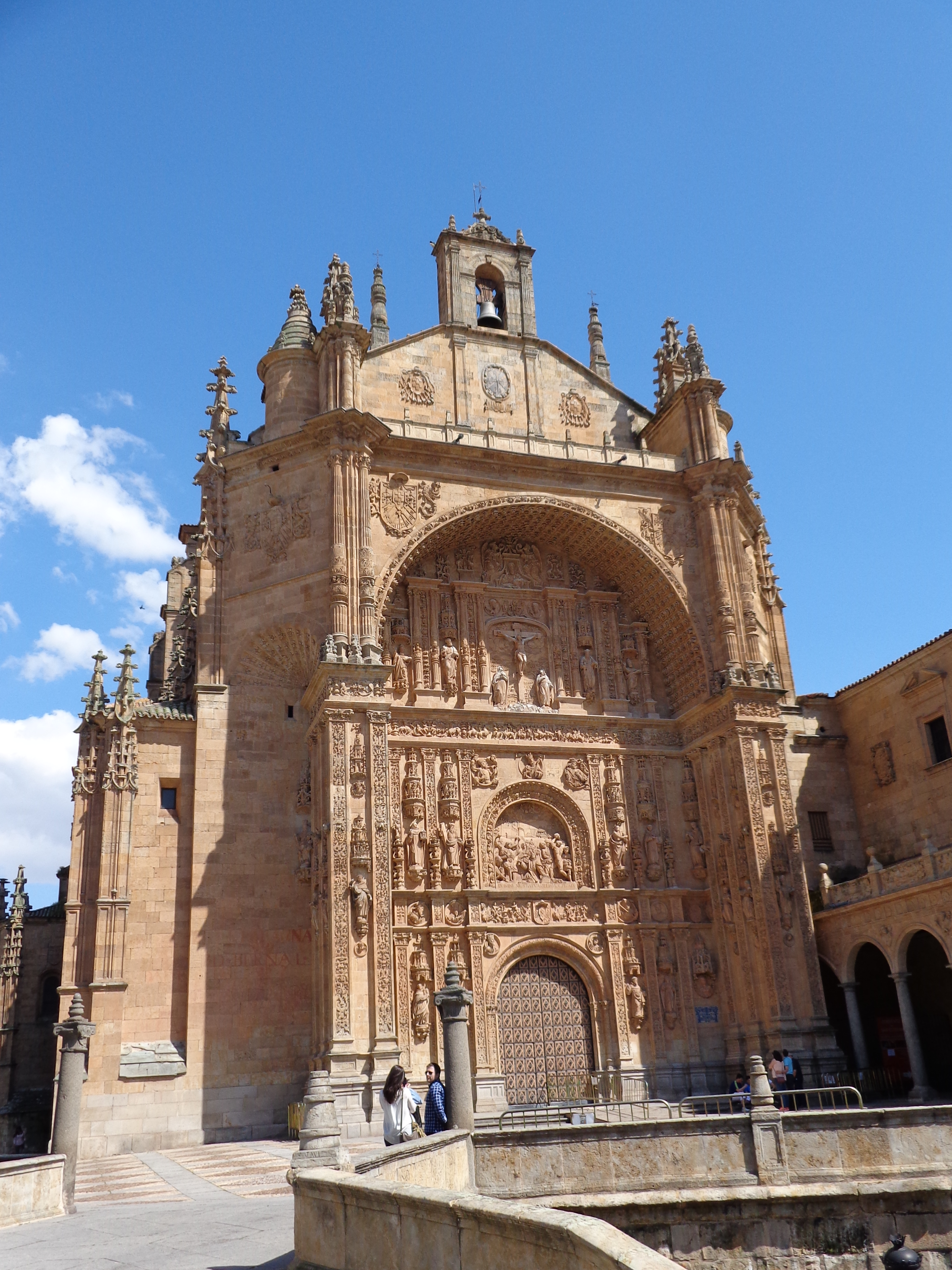
Монастырь Сан-Эстебан. Саламанка
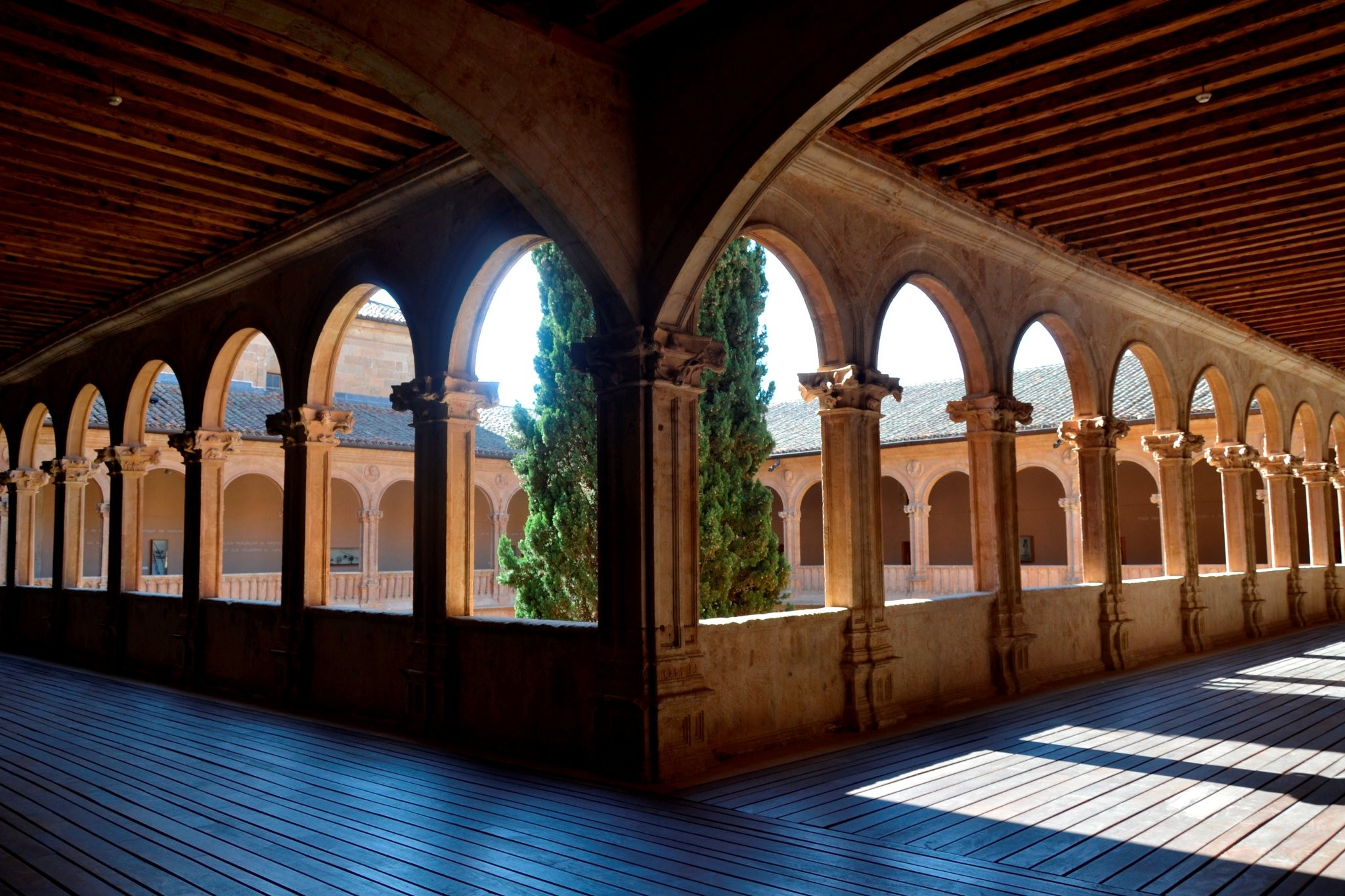
Клуатр монастыря
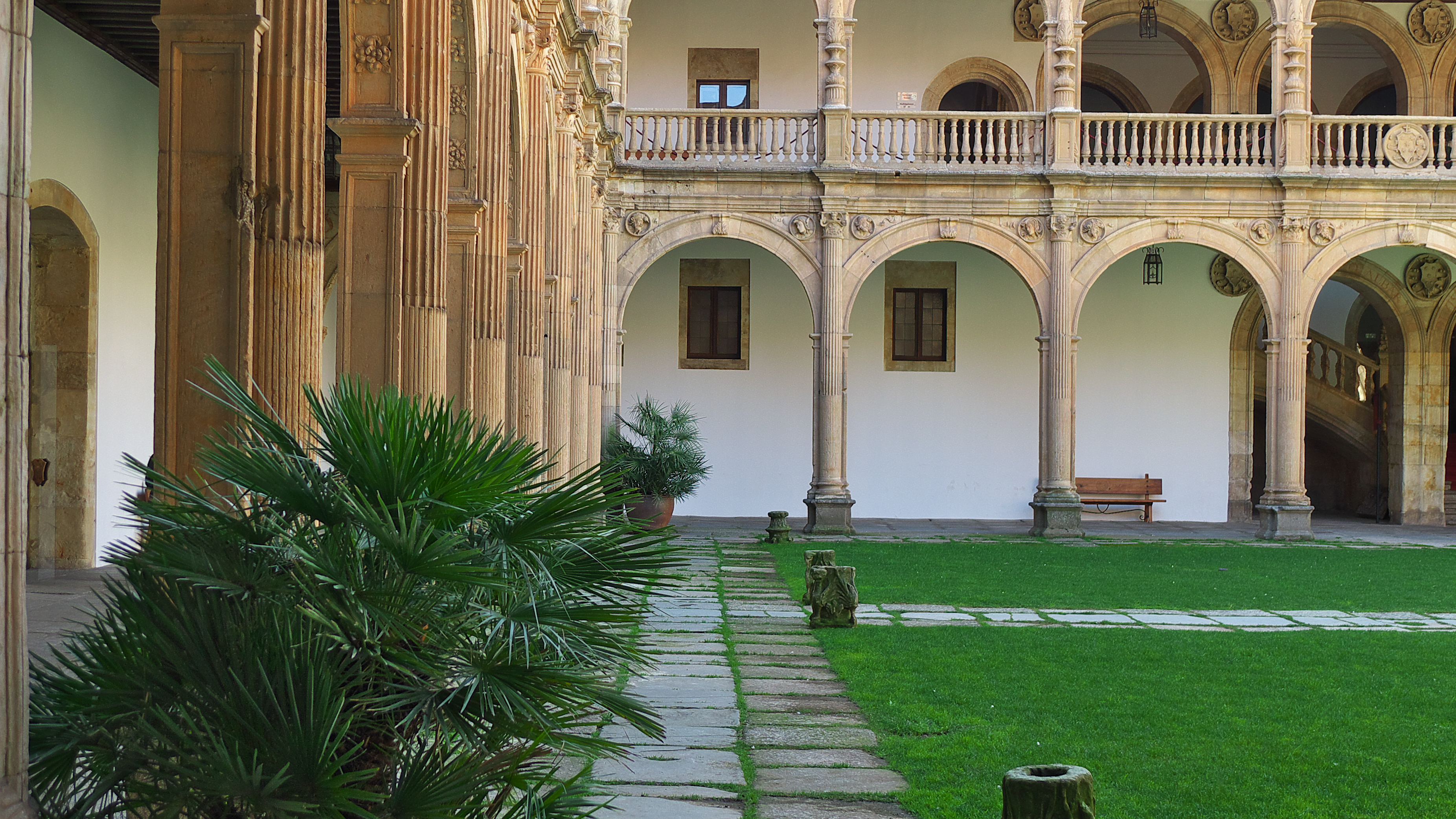
Коллегио Майор де Сантьяго-эль-Себедео. Патио. Саламанка
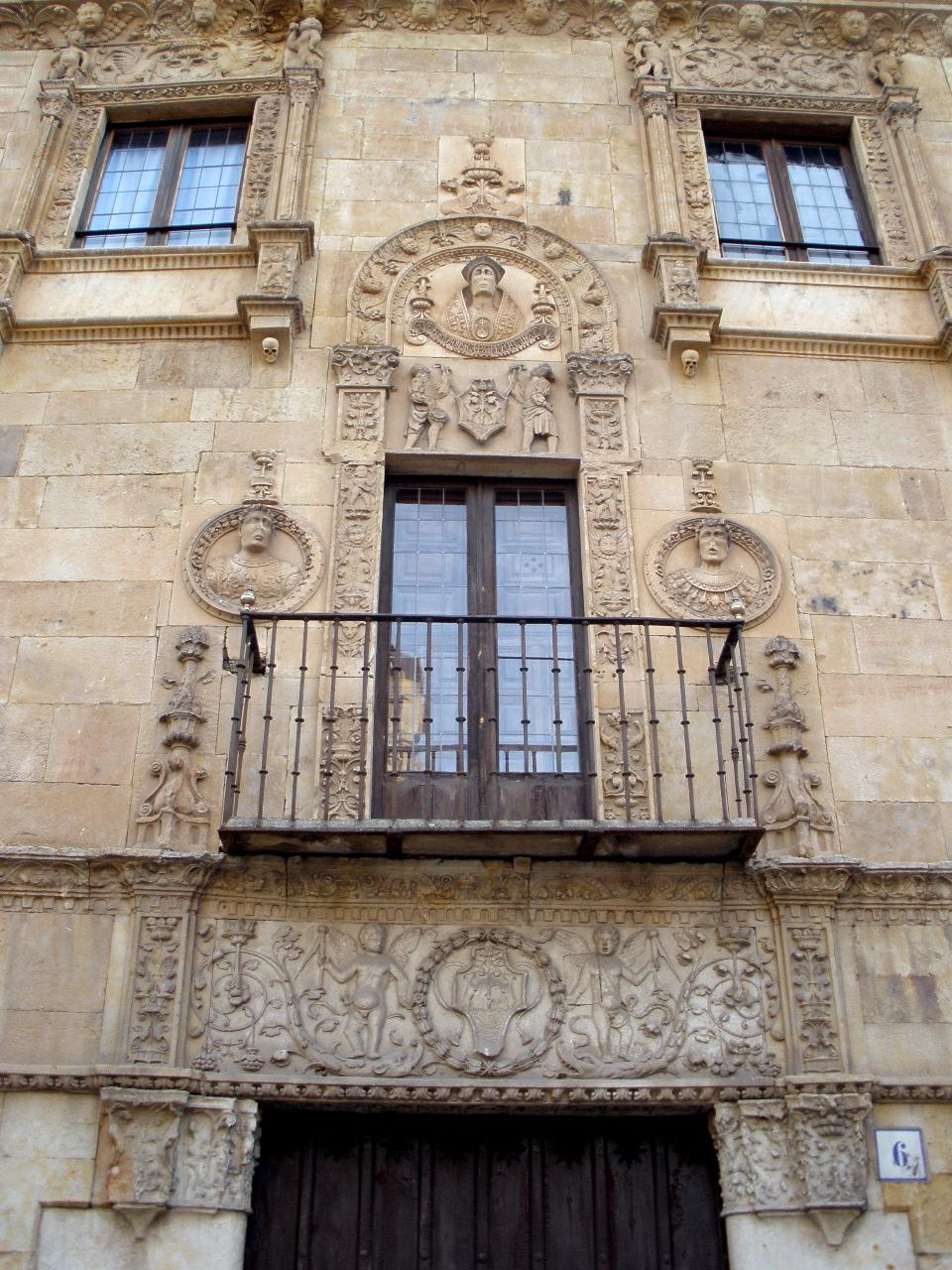
«Дом смерти». Деталь фасада. Саламанка
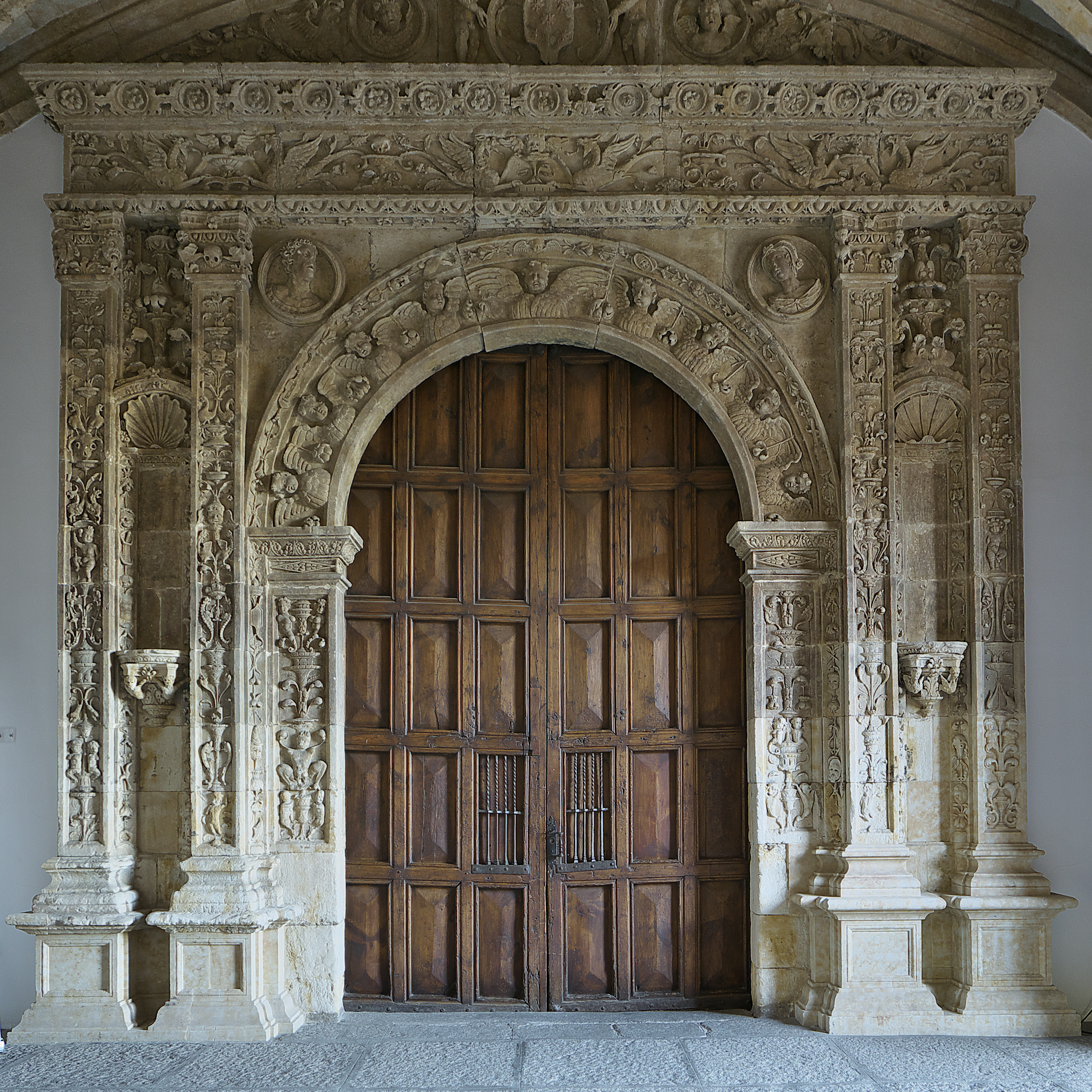
Портал капеллы Коллегио де Фонсека. Саламанка